# Adolf Werthner

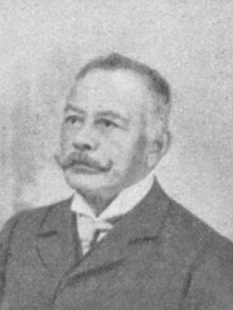
Adolf Werthner

Adolf Werthner (* 18. Juli 1828 in Breslau; † 26. Januar 1906 in Wien) war Mitbegründer und von 1870 bis 1896 Herausgeber der Neuen Freien Presse sowie Präsident der „Oesterreichischen Journal-Aktien-Gesellschaft“.
Werthner trat 1851 in die Verwaltung der Presse ein, die im Revolutionsjahr 1848 vom Unternehmer August Zang gegründet wurde. Nach einem Zerwürfnis mit Zang verließ praktisch die gesamte Redaktion 1864 das Blatt. In der Folge gründete Adolf Werthner gemeinsam mit den Journalisten Max Friedländer und Michael Etienne am 1. September 1864 die Neue Freie Presse, deren Administrationsleiter und späterer Herausgeber er wurde.